# Logoaudiometria
A logoaudiometria ou avaliação da percepção de fala é uma técnica que avalia a habilidade do indivíduo para detectar e reconhecer a fala, essa avaliação permite avaliar o Limiar de Detecção de Voz (LDV), o Limiar de Reconhecimento de Fala (LRF) e o Índice de Reconhecimento de Fala (IRF).
Os testes de fala, historicamente, são utilizados como um dos parâmetros constituintes do processo de diagnóstico audiológico. Na prática clínica, tem sido usados para auxiliar no topodiagnóstico, prever o seu comportamento social e a efetividade da comunicação, determinar a indicação cirúrgica, planejar e avaliar a reabilitação, além de prever a  possibilidade de seleção e adaptação de próteses auditivas.
É importante considerar que na realização da avaliação de fala, fatores como o tipo e nível de apresentação do material e sua resposta, as características do ouvinte, incluindo experiência de linguagem e audição podem afetar diretamente o resultado obtido.

## Equipamentos, ambiente e calibração
Para a execução da audiometria vocal, faz-se necessário um audiômetro que possua um controlador de unidades de volume (VU meter); entrada para fone de áudio externa, no caso de apresentação de material gravado; e microfone para testes a viva voz. Além disso, é importante que o equipamento seja calibrado conforme as normas vigentes para testes feitos por meio de fones ou em campo livre.

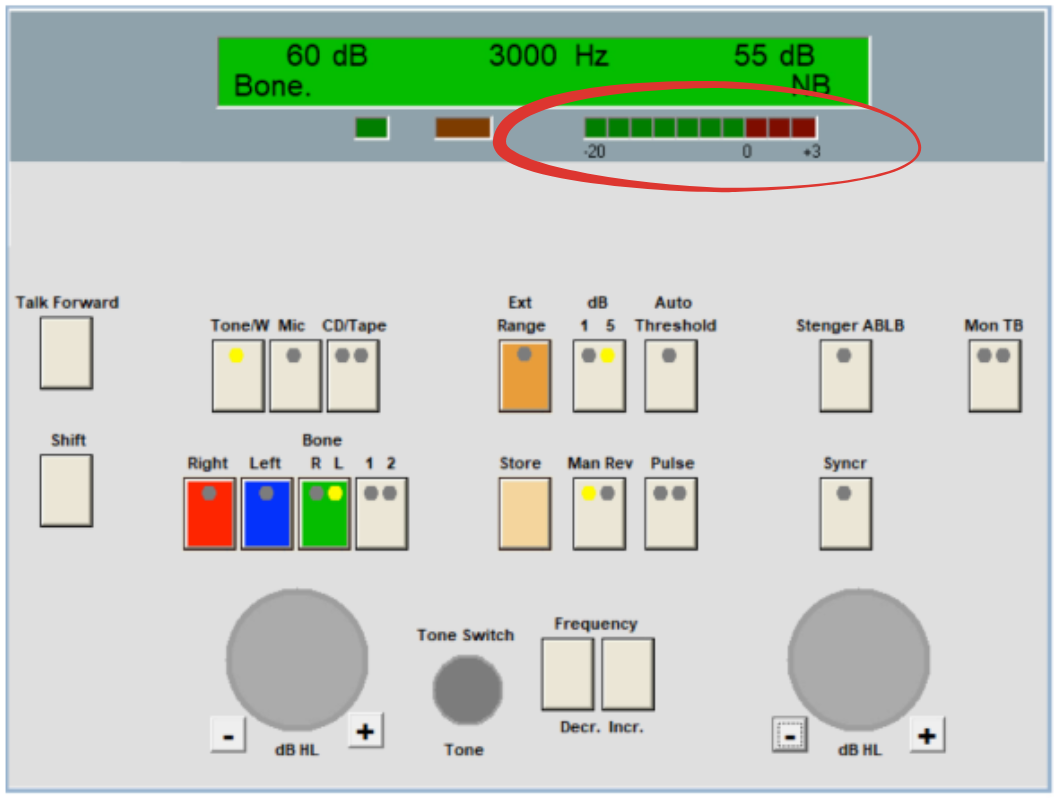
O VU meter (volume unit meter ou medidor de unidades de volume) esta destacado na imagem, o mesmo tem como função identificar a intensidade da fala.

O VU meter (volume unit meter ou medidor de unidades de volume) identifica se os picos de intensidade do sinal da fala do profissional que esta realizando o teste estão na faixa adequada, sendo regulado antes de iniciar o teste. Sendo assim, a intensidade apresentada durante a fala e ou gravação deve estar próxima ao 0 dB no VU meter. Em princípio, esse ajuste permite que o material apresentado seja compatível com o atenuador do audiômetro, isto é, com uma intensidade apropriada, e quando os picos encontram-se abaixo de 0 dB, significa que o paciente está recebendo uma intensidade inferior à estipulada no atenuador do audiômetro e vice-versa.
Além disso, para a realização da logoaudiometria é imprescindível que o fonoaudiólogo tenha um retorno de boa qualidade para ouvir e conferir a resposta do paciente, compreendendo com clareza essas respostas, caso contrario deve ser realizado outra alternativa de resposta para a realização do teste.

## Materiais de Teste
Nos testes logoaudiométricos são utilizados sílabas sem sentido, palavras monossilábicas, dissilábicas, trissilábicas, polissilábicas, frases, palavras sem sentido de qualquer tamanho ou qualquer outro conjunto, desde que seja mantida um padrão dos itens da lista. Somado a isso, a seleção de palavras precisa ser feita cuidadosamente, visto que suas características influenciam os resultados obtidos.

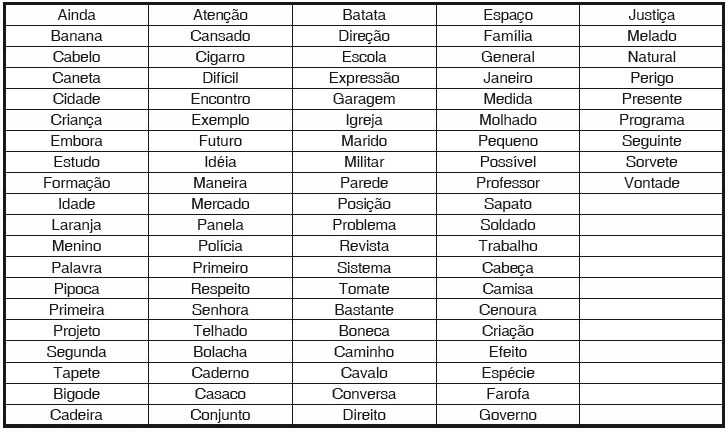
Lista de Palavras Trissílabas utilizada como material de teste de reconhecimento de fala

O material apresentado varia de acordo com o tipo de teste; no caso da pesquisa do Limiar de Reconhecimento de Fala (LRF), a lista de palavras mais utilizada é a de Russo e Santos (1993). Para crianças podem ser usadas ordens simples  ou identificação de figuras. Já no Índice de Reconhecimento de Fala, as listas mais utilizadas são a de Russo e Santos (1993) e Pen e Mangabeira Albernaz (1973), nas quais há 25 monossílabos a serem apresentados em cada orelha.

## Avaliação Logoaudimétrica
Há duas possibilidades para realização da logoaudiometria, a viva voz ou por gravação. No último caso, os estímulos dados partem de um material disponível em uma mídia de áudio acoplada à entrada externa do audiômetro.

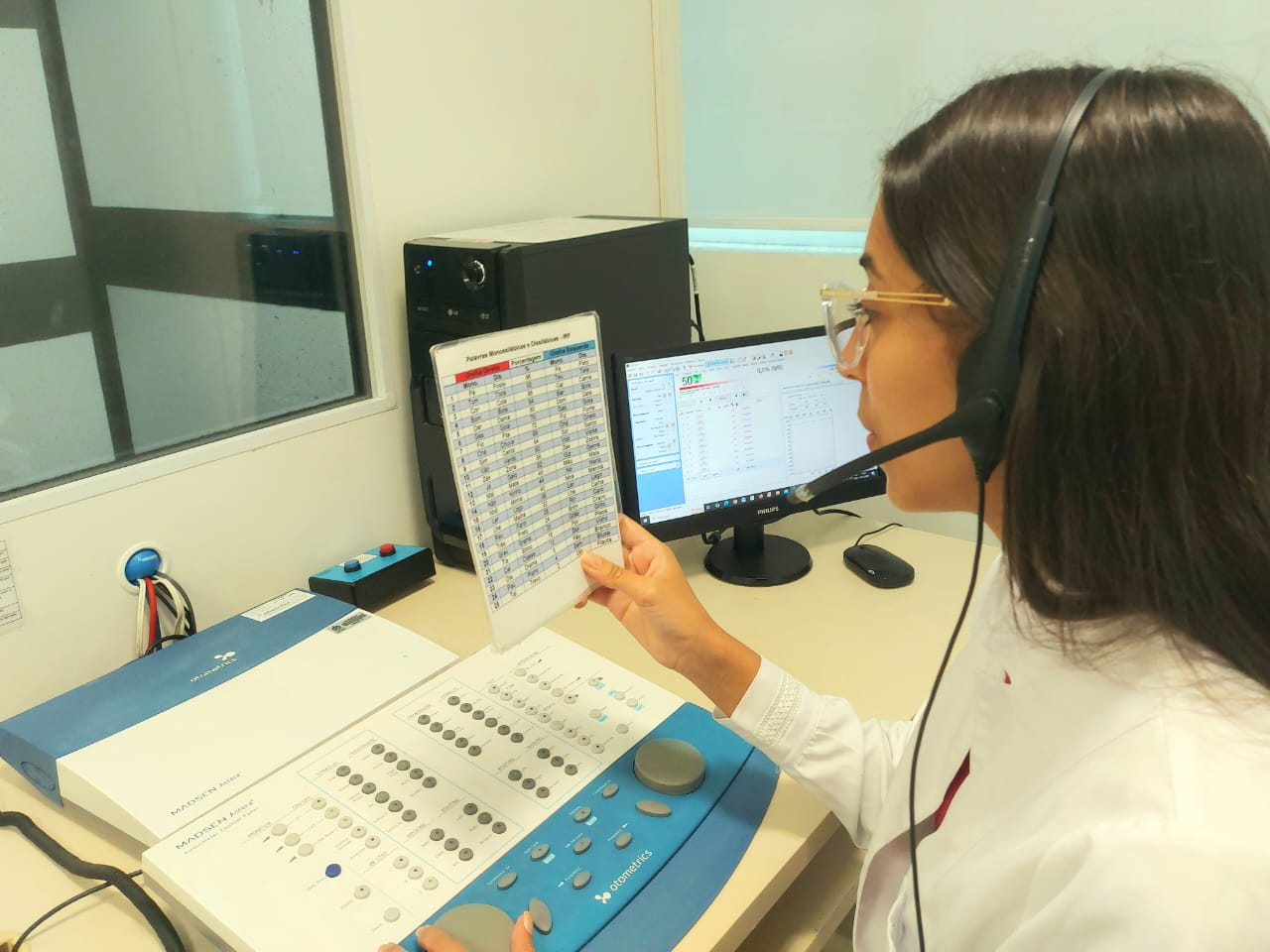
Realização da Avaliação Logoaudiométrica

O teste por viva a voz exige do fonoaudiólogo alguns cuidados durante a apresentação dos estímulos, controle da intensidade de fala pelo VU meter e a não exibição de pistas visuais de modo a evitar a leitura oforacial. De forma geral, esse teste é mais rápido se comparado ao realizado por gravação, por isso, na prática clínica, acaba sendo o mais utilizado.
Independente do método, é importante utilizar a frase introdutória, ela permite a melhora do reconhecimento do paciente porque aumenta a atenção do ouvinte, preparando-o para receber o estímulos. De qualquer maneira, é fundamental que a frase introdutória seja previsível e invariável ao longo da realização do procedimento.
O monitoramento das respostas do paciente pode ser feito de várias maneiras. O mais comum é o auditivo, o indivíduo repete a palavra dita por pelo fonoaudiólogo, e este julga se está correta ou incorreta. Essa abordagem é chamada "contexto aberto", isto é, o paciente não tem ideia de quais palavras serão apresentadas.
No entanto, esse monitoramento é prejudicada quando o ouvinte tem dificuldades na produção da fala (apresenta transtornos fonológicos, apraxias, distúrbios de voz ou qualquer condição que impeça a reprodução exata da palavra) ou quando o fonoaudiólogo possui alguma perda auditiva que prejudique o reconhecimento de fala. Diante desses casos, podem ser utilizadas outras alternativas de resposta.
Para isso, o avaliador pode pedir que o indivíduo escreva a palavra, aponte em uma lista, ou até aponte para a figura correspondente. No caso do uso de imagens, é importante que o profissional se certifique de que forma o paciente as nomeia. Esse tipo de resposta também pode ser chamada de "identificação" ao invés de "reconhecimento".
Muitas vezes, indivíduos com problemas severos de linguagem são incapazes de realizar sequer essa tarefa de identificação. Por isso, se torna impossível a realização de testes logoaudiométricos que não a simples detecção de fala.
Em qualquer teste de logoaudiometria, o indivíduo deve ser orientado no início do procedimento quanto a estratégia que será usada, por exemplo, repetir as palavras cada vez menor ou maior; o tipo de resposta esperada, apontar ou repetir; além de encorajar a tentar repetir mesmo em intensidades muito fracas ou baixas.

## Testes Logoaudiométricos

###### Limiar de Detecção de Voz (LDV)
O Limiar de Detecção da Voz é um teste que tem por objetivo avaliar qual é a mínima intensidade sonora (dB) em que o indivíduo pode detectar a presença de fala. Neste teste, o indivíduo não precisa identificar ou compreender o que está sendo falado, mas apenas sinalizar a presença ou ausência do estímulo. O LDV é realizado quando não é possível aplicar o teste de Limiar de Reconhecimento da Fala (LRF), de modo que isto ocorre quando o paciente tem dificuldade no reconhecimento de palavras, seja por perda auditiva neurossensorial severa ou profunda, ou por distúrbios muito severos de linguagem. De acordo com a Organização Mundial de Saúde (OMS), na classificação de 2021, utilizada como parâmetro atual, é realizada a média tonal das frequências 500Hz, 1kHz, 2kHz e 4kHz e a partir dessa média, são classificados os graus de perda auditiva. O grau severo a média tonal é de 65 a menor que 80 dB e o grau profundo a média tonal é de 80 a menor que 95 dB.
Para pesquisar o limiar de detecção de voz, o fonoaudiólogo deve apresentar repetições de sílabas sem sentido - como “Pa, Pa, Pa” - e o paciente deve repeti-las, até ser encontrado a mínima intensidade sonora na qual o indivíduo repete corretamente dois dos quatro estímulos apresentados, equivalente a 50% de acertos. O resultado do LDV é dado em dBNA e deve ser semelhante com o melhor limiar de via aérea na região entre 500 Hz e 4.000 Hz.[carece de fontes?]
A pesquisa do LDV também deve ser realizada com mascaramento, quando houver qualquer possibilidade de a orelha oposta responder pela orelha testada, ou seja, quando ocorrer audição cruzada. O valor de mascaramento utilizado deve constar no laudo do exame.

###### Limiar de Reconhecimento de Fala (LRF ou SRT)
O Limiar de Reconhecimento de Fala tem por objetivo encontrar a menor intensidade sonora (dB) em que o indivíduo é capaz de reconhecer e repetir 50% dos estímulos de fala apresentados. Além disso, o LRF deve confirmar os limiares audiométricos realizados por condução aérea, de forma que o valor encontrado no teste deve ser igual ou até 10dB acima da média dos limiares audiométricos encontrados nas frequências de 500 Hz, 1000 Hz e 2000 Hz.[carece de fontes?]
Para pesquisar o limiar de reconhecimento de fala, o fonoaudiólogo deve apresentar palavras dissílabas, trissílabas, polissílabas bastante familiares, sentenças, ou até mesmo pode ser realizado perguntas simples, como “Onde o senhor mora?”. O valor do LRF é dado quando se encontra a menor intensidade sonora (dB) em que o indivíduo testado consegue repetir duas de quatro palavras apresentadas ou responder duas de quatro perguntas, de forma correta, sem repetição.[carece de fontes?]
Quando o teste de limiar de reconhecimento de fala não confirma os limiares da audiometria tonal limiar, é um indicativo de inconsistência dos resultados do teste, levando à suspeita de alterações nos componentes funcionais da via auditiva, como uma lesão retrococlear. Dessa maneira, avaliações audiológicas complementares deverão ser realizadas.[carece de fontes?]
Deve-se observar se há a possibilidade de ocorrência de audição cruzada na pesquisa do LRF, sendo necessário mascarar a orelha não testada quando houver esta possibilidade. O valor de mascaramento utilizado deve constar no laudo do exame.

###### Índice Percentual de Reconhecimento de Fala (IPRF ou IRF)
O índice percentual de reconhecimento de fala (IPRF) indica a porcentagem de palavras que um indivíduo consegue repetir corretamente, em uma intensidade sonora fixa (dB). Este teste tem como objetivo avaliar a inteligibilidade da fala.[carece de fontes?]

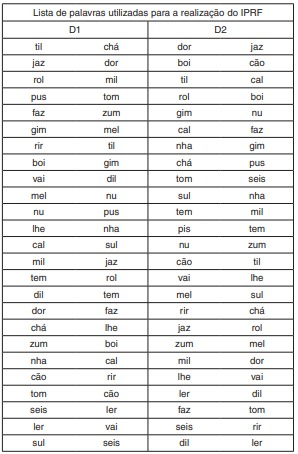
Legenda: IPRF = Índice Percentual de Reconhecimento de Fala

No teste, são apresentados 25 palavras monossílabas, uma vez que o objetivo do IPRF é identificar a capacidade do indivíduo em reconhecer unidades mínimas de fala e as palavras monossilábicas são suficientemente pequenas, de forma que os indivíduos precisam escutar todos os seus elementos para poderem reconhecê-las. Cada palavra correta corresponde a 4% de reconhecimento de fala. Para ter um resultado dentro do padrão de normalidade, é preciso ter uma porcentagem entre 100% e 92%, assim, em resultados iguais ou menores que 88%, o teste deverá ser feito apresentando 25 palavras dissílabas.[carece de fontes?]
No IPRF também deve-se observar se há a possibilidade de ocorrência de audição cruzada, sendo preciso mascarar a orelha não testada quando houver esta possibilidade. O valor de mascaramento utilizado deve constar no laudo do exame.

###### Classificação do IPRF
No quadro abaixo se encontra a classificação do IPRF(Jerger, Speaks, e Trammell, 1968), de acordo com a porcentagem do resultado do teste.
| Resultado de IPRF | Dificuldade de compreensão da fala                    |
| ----------------- | ----------------------------------------------------- |
| 100% a 92%        | Nenhuma dificuldade para compreender a fala.          |
| 88% a 80%         | Ligeira/discreta dificuldade para compreender a fala. |
| 76% a 60%         | Moderada dificuldade para compreender a fala.         |
| 56% a 52%         | Acentuada dificuldade para acompanhar uma conversa.   |
| Abaixo de 50%     | Provavelmente incapaz de acompanhar uma conversa.     |